# Sameby
Een Sameby is in Zweden een gemeenschap van Samen die gezamenlijk rendieren houden. De gemeenschap bestaande uit meerdere families beschikt over een afgebakend gebied waarbinnen zij het recht heeft rendieren te weiden en te jagen. Een individueel lid van de gemeenschap kan enkel binnen de gemeenschap zijn rechten uitoefenen. In totaal kent Zweden 51 Samebyar met in totaal 4.686 leden (2010). De afbakening is in 1886 door de Zweedse staat vastgelegd. De meeste Samebyar liggen in de provincie Norrbottens län. De meest zuidelijke ligt bij het dorp Idre in Dalarnas län.
In Noorwegen en Finland bestaan vergelijkbare gemeenschappen die als Siida bekendstaan.